# Nepals kommunistiska parti (Förenade marxist-leninisterna)
Nepals kommunistiska parti (Förenade marxist-leninisterna), på Nepali नेपाल कम्युनिष्ट पार्टी (एकिकृत मार्क्सवादी-लेनवादी) är Nepals tredje största politiska parti.
Partiet bildades den 6 januari 1991 genom samgående mellan Nepals kommunistiska parti (Marxististiskt) och Nepals kommunistiska parti (Marxist-leninistiskt).
1994 till 1995 blev Man Mohan Adhikari partiets första statsminister, en minoritetsregering bildades.
Nuvarande partiledare är Jhalanath Khanal. Denne var minister i den regering som sprack i maj 2009 efter motsättningar mellan presidenten Ram Baran Yadav och premiärministern Prachanda. Från februari 2011 är han Nepals premiärminister.